# 榊原利彦
榊原 利彦（さかきばら としひこ、本名同じ、1969年7月27日 - ）は、日本の俳優、演出家。旧芸名は咲輝（さかき）。神奈川県横浜市出身。身長181cm、体重76kg。血液型はB型。

## 略歴
1989年、演劇集団幕末塾の一員として”咲輝”名義で芸能界デビュー。その後、本名の榊原利彦として太田プロにて芸能活動を始める。
1993年、連続テレビ小説『ええにょぼ』をはじめ、様々なドラマに多数出演するようになる。1994年から、竹内力と共演する『JINGI 仁義』シリーズがスタート。17年に及ぶ同シリーズは2012年に序章を含む56作目で一旦最終章を迎えた。ほかに『民事介入暴力 非合法領域』シリーズ、『起業士 天馬』シリーズの主演を務めている。
2003年、芸名を再び「咲輝」に改める。
2006年10月より主宰・演出する劇団レッドフェイス（現・THE REDFACE）を旗揚げ。2020年3月までにオリジナル19作品、80回の主催公演を行った。1997年から舞台進出し、舞台『念波先生』、朗読劇『生きてゐる小平次』などをプロデュース。主宰するレッド・フェイスを立ち上げた2006年10月朗読劇『アクジョニツイテ』以後は、全作品のプロデュース・出演・演出の三役をこなす。
2007年9月から、東海テレビ『愛の迷宮』に出演。2009年から芸名を「榊原利彦」に戻した。再スタートした『JINGI 仁義』シリーズに出演。
2010年、ファンクラブ「BLUE★LION」が結成10周年を迎えた。
2011年、『呑象DONSYOU』が第66回芸術祭参加作品にエントリーされた。
2016年、『オペラコミック・Carmen』にて初のオペラ演出を手掛け大絶賛を得る。同年横浜開港記念会館・講堂で再演され、2019年1月14日には愛知県芸術劇場、2月には横浜市開港記念会館・講堂で4回目を上演。
2017年、『ディナーシアター』という、飲んで食べて観れる舞台形式をスタート。榊原自身が料理の腕を振るう。過去にはポップアートの個展を開催するなど画家としての活動も多い。
2020年12月、横浜市情文ホールにて一人芝居『天才の仕事』シリーズがスタート。
2021年4月より、『MarineFM』にて初DJの冠番組『サカキバLIFE』がスタート。第1・3・5金曜日12：00～13：00。同局『ハマカフェGOGO』のメインパーソナリティは第1・3・5火曜日15：00～17：00。7月より、『七慟伽藍』福井市　一乗谷朝倉氏遺跡　特別奉納公演より舞台公演を再開。10月より、『高島嘉右衛門列伝』がスタート。全8作（総集編二作を含む）上演予定。
2022年10月20日、令和4年度（第77回）文化庁芸術祭参加作品となった総集編・上を関内ホールにて上演。
2024年10月17日より、YouTubeにて『Sakakibachannel』を開設。高野誠鮮氏をスペシャルゲストに迎えたトークライブ『2024年　宇宙の旅』PART１＆PART2を公開中。

## 出演

### テレビドラマ
- 明日に向かって走れ!（1989年10月16日-1990年3月19日、フジテレビ系） - 黒川 ※咲輝名義
- びんた（1990年1月9日-3月27日、TBS系） - 青山康夫
- スクールウォーズ2（1990年9月4日-1991年1月8日、TBS系） - 秋本剛
- ナースステーション（1991年1月15日-3月18日、TBS系） - 安田真樹
- ホテルウーマン（1991年10月7日-12月25日、フジテレビ系） - 大森
- 世にも奇妙な物語 （フジテレビ系）
  - 第2シリーズ 「私じゃない」（1991年2月28日） - 圭吾
  - '96冬の特別編 「先生の『あんなこと』」（1996年1月4日） - 斉藤先生
- ホームワーク（1992年10月16日-12月25日、TBS系） - 奥野正
- 俺たちルーキーコップ（1992年4月14日-7月14日、TBS系） - 西山幸雄（中浜署警ら新人警官）
- 連続テレビ小説 ええにょぼ（1993年4月5日-10月2日、NHK） - 宇佐美慎
- 金曜エンタテイメント「人間ドキュメント 石原裕次郎物語」（1993年7月23日、フジテレビ系）
- もうひとつのJリーグ（1993年10月22日- 12月3日、日本テレビ系） - 新田仁
- 陽のあたる場所（1994年1月13日-3月24日、TBS系） - 北上修一
- 出逢った頃の君でいて（1994年4月13日-6月29日、日本テレビ系） - 野口肇
- ドラマ新銀河（NHK）
  - くろしおの恋人たち（1994年） - 海野浩
- 土曜ドラマ（NHK）
  - 放送記者物語（1995年） - 桑原隆
- 東芝日曜劇場・きのうの敵は今日も敵（1995年4月19日-6月29日、TBS系） - 嵐信英
- ナースのお仕事 パート1 第5話「死なないで!」（1996年7月30日、フジテレビ系） - 須藤正平
- 彼（1997年1月7日-3月18日フジテレビ系） -佐藤シゲル
- びんぼう同心御用帳（1998年7月9日-9月10日、テレビ朝日系） - 原源太郎
- 暴れん坊将軍IX 第20話「燃え上る恋の炎! 出世を捨てた若大名」（1999年5月6日、テレビ朝日系） - 関但馬守
- 土曜ワイド劇場（テレビ朝日系）
  - 森村誠一の終着駅シリーズ11「殺人の債権」二組の新婚夫婦 妻と夫が同時に殺された! 北陸路カーブミラーに写った意外な真犯人の顔...（1999年8月28日） - 落合繁
  - 殺人披露宴 「東京湾船上挙式で花嫁が投身自殺! 過去の秘密を握る招待客たち...ビデオがとらえた無人ボートの謎」（1999年9月11日、ABC） - 早坂健司
  - ラーメン刑事「龍」の殺人推理3「博多〜唐津〜呼子港、殺意の銃口! 壊された黒田武士人形と博多献上帯の謎」（2002年9月21日、ABC） - 西宮礼
  - タクシードライバーの推理日誌26 「東京〜京都・琵琶湖、土地鑑のある乗客」（2010年1月23日） - 保阪昇
- はみだし刑事情熱系 第4シリーズ  第9話「妻に捧げる涙の殺人 置き去りにされた娘」（1999年12月1日、テレビ朝日） - 小笠原達也
- 弁護士・朝日岳之助14「再審-ビデオと傘が証明した6年目の真実-」（1999年12月28日、日本テレビ） - 前島信孝
- 永遠の1/2（2000年9月4日- 11月24日、TBS） - 大竹恵一
- ドールハウス（2004年） - 大河原隆
- 愛の迷宮（2007年10月1日-12月28日、東海テレビ） - 沢木航太
- 仮面ライダーキバ 第7話「讃歌・三ツ星闇のフルコース」第8話「ソウル・ドラゴン城、怒る」（2008年3月9日・16日、テレビ朝日） - 犬飼伯爵
- 時代劇スペシャル 花の誇り（2008年12月20日、NHK） - 岡田十内
- 新・警視庁捜査一課9係 season3 第8話「殺人渓谷」（2011年8月24日、テレビ朝日） - 財津亮介
- 相棒 Season10 第17話 「陣川、父親になる」（2012年2月29日、テレビ朝日） - 古賀大樹
- 警視庁南平班〜七人の刑事〜5「3都温泉殺人事件!! 湯布院・東京・登別を結ぶ血煙ルート...不可解な連鎖が復讐の炎を燃やす! 毘沙門天400年が見た血煙の謎」（2012年7月2日、TBS 月曜ゴールデン） - 国本行雄
- 刑事長1「現場一筋の男が挑む血の迷宮殺人トリック 疑惑写真密売に巨悪の影! 執念の逆転捜査」（2013年4月10日、テレビ東京 水曜ミステリー9） - 白井幸男
- 金曜プレステージ 森村誠一サスペンス「流氷の夜会」死者から届く写真…見たものは殺される? 不倫・借金・殺人…浮かび上がった最愛の夫の裏の顔? 追い詰められ堕ちゆく女…極限の果てに見た残酷な真実は?（2014年8月1日、フジテレビ） - 後藤研人

### テレビその他
- ごちそうさま（日本テレビ系） - リポーター
- ビデオあなたが主役（テレビ朝日系）
- 有吉反省会（日本テレビ系）

### テレビCM
- デビアス
- MIZUNO
- 日本マクドナルド
- FamilyMart
- ハウス食品
- 十八銀行

### 映画
- 君は僕をスキになる（1989年11月3日、東宝） - 水戸
- バカヤロー! 3 へんな奴ら クリスマスなんか大嫌い（1990年10月20日、松竹） - 東小太郎
- コンビニエンスジャック（1992年1月18日、東京テアトルバビット） - 財前大地
- 夜逃げ屋本舗（1992年1月18日、東宝） - 新藤恭
- 家なき子 劇場版（1994年12月17日、東宝） - 日下
- サンクチュアリ（1995年4月22日、シネウェーブ）- 田代怜二
- 7月7日、晴れ（1996年5月11日、東宝） - 島岡正道
- 野獣死すべし復讐篇（1997年5月17日、大映） - 矢島雅之
- なにわ忠臣蔵（1997年11月18日、松竹） - 岡村
- ゴジラ2000 ミレニアム（1999年12月11日、東宝） - オーパーツ記者[1]
- 極道三国志3 血染めの九州死闘篇（2000年3月17日、東映ビデオ） - 藤田祐介
- 突破者太陽傳（2000年5月27日、大映） - 花城修
- 覇王
  - 覇王III 凶血の連鎖（2017年3月4日・5日、スタッフライクザット）
  - 覇王IV 凶血の連鎖（2017年3月4日・5日、スタッフライクザット）
  - 覇王V 群狼の血脈（2017年6月25日、コンセプトフィルム）

### Vシネマ
- 日本極道史 誇り高き戦い（1999年・2000年）全2作 - 加納健治の弟分
- 民事介入暴力 非合法領域 シリーズ（2002年 - 2004年）全3作 - 主演・民暴専門弁護士 沖紳一郎
- 起業士 天馬シリーズ（2006年）全3作- 主演・天馬一大
- 白百合女学園洋弓部 白銀の標的（1991年）
- 仁義 シリーズ（1994年 - 2007年、2009年 - 2011年） - 主演・八崎義郎
- 首都高速トライアル4（1992年4月9日） - 主演・小島俊彦
- 雀狼伝2,3（2000年） - 祐二
- 富士の魂（2007年） - 主演・里中浩二
- 極道鎮魂歌 男たちのレクイエム（2011年） - 海神会若頭 魁知道
- 影と呼ばれた男たち1 - 6（2019年 - 2020年） - 警視庁公安部 戸倉

### 舞台

#### THE REDFACE
2006年～2008年さいそんりこ脚本。2009年～2014年龍造寺里琴脚本。2015年～2022年榊原玉記脚本。
- カナリヤタウン　※さいそんりこ脚本
  - 初演（2007年3月、麻布ディプラッツ）第5回公演
  - アンコール公演（2007年4月、麻布ディプラッツ）第6回公演
  - 前倒し4回目大阪公演（2007年8月31日 - 9月2日、日本橋インディペンデントシアター2nd）第9回公演
  - 3回目（2007年11月1日 - 4日、麻布ディプラッツ）第7回公演
  - 新・カナリヤタウン5回目（2009年9月9日 - 13日、日暮里d-倉庫）第18回公演
- アクジョニツイテ（2006年10月）第4回公演　※有吉佐和子原作、さいそんりこ脚色
  - アクジョニツイテ完全版（2007年7月、赤坂レッドシアター）第8回公演
  - アクジョニツイテ三回目公演（2008年12月19日 - 21日、東京芝：AJITO）第14回公演
- 爾汝の社　※さいそんりこ脚本
  - 初演（2008年3月19日 - 25日、東京・芝「Ajito」）第10回公演
  - 爾汝の社・再来（2010年1月、日暮里d-倉庫）
  - 爾汝の社・飛来ロングラン（2011年1月19日-25日、日暮里d−倉庫 / 2011年2月5日・6日、大阪天王寺・一心寺シアター倶楽）第29回公演
  - 爾汝の社・飛来 Dinner Theater （2011年2月23日・4月6日、六本木VANITY LOUNGE）
  - 爾汝の社・万来（2012年2月15日-19日、笹塚ファクトリー）
  - 爾汝の社・萬來（2012年9月、笹塚ファクトリー）
  - 爾汝の社・千客万来（2015年11月13日ー15日、江東区文化センター）第55回公演
- サー・トーマス・ドッグマン・フェルナンデス・ダマスカスからの招待状（2008年5月29日 - 6月1日、芝「Ajito」）第11回公演　※さいそんりこ脚本
  - サー・トーマス・ドッグマン・フェルナンデス・ダマスカスからの招待状2（2010年10月13日 - 17日、芝「Ajito」）第27回公演
  - サー・トーマス　ドッグマン　フェルナンデス・ダマスカスからの招待状3（2013年）笹塚ファクトリー
  - サー・トーマス　ドッグマン　フェルナンデス・ダマスカスからの招待状4（2014年6月18日 - 6月22日）第48回公演
- 東京の王様　朗読（2008年6月26日 - 29日、芝「Ajito」）第12回目公演　※さいそんりこ脚本
  - 東京の王様　名古屋公演（2015年9月11日 - 13日、愛知県芸術劇場）榊原玉記脚本　第53回公演
  - 東京の王様　横濱公演（2015年9月22日 ― 23日、横浜市開港記念会館）第54回公演
- ブルー☆ライオンの森（2008年8月20日 - 24日、芝「Ajito」）第13回公演　※さいそんりこ脚本
- 吟子（2009年2月10日 - 15日、日暮里d-倉庫）第15回公演　※さいそんりこ脚本
- 七慟伽藍 - 織田信長 ※さいそんりこ脚本（戦国の七武将、武田信玄・徳川家康・明智光秀・朝倉義景・浅井長政・豊臣秀吉・織田信長が登場する舞台）
  - 初演（2009年4月8日 - 14日、日暮里d-倉庫）第16回公演。演劇ファンのサイト「演劇ライフ」に初登場最高位2位でランクイン[信頼性要検証]。
  - 七慟伽藍 其の弐（2009年7月1日 - 5日、日暮里d-倉庫）第17回公演。一部キャスト変更。
  - 七慟伽藍 其の参（2009年10月 - 11月、芝「Ajito」）第19回 - 第21回公演。不定期に4週間ほど続けての、初のロングラン公演。
  - 七慟伽藍 其の四（2010年2月11日・12日、愛知県芸術劇場）第22回公演
  - 七慟伽藍 其の五 Xバージョン（2010年4月16日 - 18日、新宿「SPACE雑遊」）第23回公演。新キャストにて上演。『七慟伽藍』での動員が2000人に達した。
  - 七慟伽藍 其の六 Xバージョン 大阪公演（2010年5月22日・23日、天王寺・一心寺シアター倶楽）第24回公演。
  - 七慟伽藍 其の六 東京アンコール公演（2010年6月18日 - 20日、新宿「SPACE雑遊」）
  - 七慟伽藍 其の七 Xバージョン 名古屋公演（2010年7月3日・4日、愛知県芸術劇場）第25回公演。この公演で『七慟伽藍』での動員3000人を超えた。
  - 七慟伽藍 其の八 （2011年2月11日-14日、芝「千一夜劇場」こけら落とし公演）第30回公演
  - 七慟伽藍 其の九 Featuring Ryoko Tanaka （2011年4月9日-10日、芝「千一夜劇場」）第31回公演
  - 七慟伽藍 其の十 （2011年6月12日、芝「千一夜劇場」）第34回公演
  - 七慟伽藍 其の十一　2013年（ザムザ阿佐谷）
  - 七慟伽藍 其の十二　2014年（笹塚ファクトリー）
  - 七慟伽藍 其の十三　2015年（愛知県芸術劇場）
  - 七慟伽藍 其の十四～十七 2016年4月（中目黒トライ）
  - 七慟伽藍 其の十八　2016年（ユー・アイ福井）
  - 七慟伽藍 其の十九　2017年（越前浜・西遊寺特別公演）
  - 七慟伽藍 其の二十　2019年6月29日＆30日（横浜市情文ホール）
  - 七慟伽藍 其の二十一　2019年9月20日（神奈川公会堂・講堂）
  - 七慟伽藍 其の二十二　2020年11月（東京都アートにエールを！参加・動画配信のみ）
  - 七慟伽藍 其の二十三　2021年6月4日～6日（八千代市民会館大ホール・コロナ禍により中止）※外部プロデュース
  - 七慟伽藍 其の二十四　2021年10月16日～17日（佐倉公演）※外部プロデュース
  - 七慟伽藍 其の二十五　一乗谷朝倉氏遺跡奉納特別記念公演　2021年7月17日
  - 七慟伽藍 其の二十六　2021年11月　岐阜公演　ゲッコウプロデュース※コロナ禍により中止
  - 七慟伽藍 其の二十七　2021年12月　館山公演　ゲッコウプロデュース※劇場工事により中止
  - 七慟伽藍 其の二十八　2022年4月20日～21日（関内ホール・小ホール）
  - 七慟伽藍 其の二十九　2023年3月29日（愛知県芸術劇場・小ホール）
  - 七慟伽藍 其の三十　2023年5月20日（関内ホール・小ホール）
- 探偵烏丸男爵の事件簿　『サイパン★タイガーの遺言』（2010年8月20日 - 22日、芝「Ajito」）第26回公演　※さいそんりこ脚本
- 貉・MUJINA（2010年10月22日 - 24日、芝「Ajito」）第28回公演　※さいそんりこ脚本
  - 貉　MUJINA2（2013年7月31日 - 8月4日　笹塚ファクトリー　第44回公演　※龍造寺里琴脚本
- 呑象 DONSYOU（2011年4月14日 - 17日、芝「千一夜劇場」）第32回公演　※龍造寺里琴脚本
  - 呑象 DONSYOU 長州藩士&坂本龍馬編（2011年5月21日 - 23日、芝「千一夜劇場」）第33回公演
  - 呑象 DONSYOU 長州藩士&坂本龍馬編（2011年11月5日 - 6日、大阪天王寺・一心寺シアター倶楽）第36回公演　第66回　文化庁芸術祭参加公演
- 呑象DONSYOU　幕末編（2012年6月23日 - 7月1日、笹塚ファクトリー）
  - 呑象DONSYOU（2014年2月5日 - 2月11日、笹塚ファクトリー）第46回公演
  - 呑象DONSYOU・長州藩士篇（2015年2月、笹塚ファクトリー）第51回公演
  - 呑象ONSYOU・長州藩士篇（2015年3月12日、横浜市開港記念会館講堂）第52回公演
- ZEN OF SNAKE 蛇の道は、蛇（2011年7月13日 - 17日、笹塚ファクトリー）第35回公演
- キリンの夢（2013年10月30日 - 11月4日、笹塚ファクトリー）第45回公演　※龍造寺里琴脚本
  - キリンの夢（2014年10月キリンの夢、笹塚ファクトリー）第49回公演
  - キリンの夢（2014年11月、愛知県芸術劇場）第50回公演
  - キリンの夢（2017年7月、伝承ホール）
- スタンリーキューブリックはかく語りき１（2014年4月2日 - 4月6日）第47回　※龍造寺里琴脚本
- スタンリーキューブリックはかく語りき２　『天才の仕事２　ディナーシアター（2019年2月　パラ大ダイスカフェ）
- スタンリーキューブリックはかく語りき３　朗読（2023年4月　アルファ東京　ディナーシアター）
- スタンリーキューブリックはかく語りき４　朗読（2023年7月26日　中目黒トライ　ディナーシアター）
- スタンリーキューブリックはかく語りき５　朗読『マリリン・モンロー殺人事件』朗読（2024年1月5日　関内ホール・小ホール）
- スタンリーキューブリックはかく語りき６　朗読『マリリン・モンロー殺人事件２』朗読（2024年4月3日　愛知県芸術劇場・小ホール）
- スタンリーキューブリックはかく語りき７　朗読『ケネディ大統領暗殺事件』（2024年7月25日　中目黒トライ　ディナーシアター）
- オペラコミックCarmen１＆２（2016年5月、2017年2月、横浜市開港記念会館講堂）
- オペラコミックCarmen３＆４（2019年1月14日愛知県芸術劇場・小ホール　4月13日横浜市開港記念会館講堂）
- 羅馬から来た、サムライ（2016年7月、愛知県芸術劇場&荏原スクエア）
- サートーマス・ドッグマン・フェルナンデス・ダマスカスからの招待状　世界で一番の殺し屋（2017年2月、中目黒トライ）
- ティファニーで朝食を１（2017年9月,11月、中目黒トライ）
- ティファニーで朝食を２（2018年4月、愛知県芸術劇場・小ホール）
- ティファニーで朝食を３（2020年12月、横浜市開港記念会館）
- ティファニーで朝食を４（2022年9月1日横浜関内ホール・小ホール）
- ティファニーで朝食を５ (2022年9月7日愛知県芸術劇場・小ホール）
- 「天才の仕事１」トークショー（2019年12月1日、横浜情文ホール）
- 「天才の仕事2」一人芝居（2020年2月29日、Paradaise Cafe）
- 「天才の仕事3」一人芝居（2020年3月、Paradaise Cafe　コロナ禍により中止）
- 高島嘉右衛門列伝1～横濱之龍神～潜龍編（2021年10月26日-27日　関内ホール・小ホール）
- 高島嘉右衛門列伝2～横濱之龍神～見龍編（2022年1月8日-9日　関内ホール・小ホール）
- 高島嘉右衛門列伝3～横濱之龍神～乾惕編（2022年6月10日-11日　関内ホール・小ホール）
- 高島嘉右衛門列伝4～横濱之龍神～躍龍総集編・上（2022年10月20日）関内ホール・小ホール）※令和四年度（第77回）文化庁芸術祭参加公演
- 高島嘉右衛門列伝4～横濱之龍神～躍龍総集編・上アンコール（2023年1月８日～1月９日　関内ホール・小ホール）
- 高島嘉右衛門列伝５～横濱之龍神～飛龍編（2023年9月23日～9月24日　関内ホール・小ホール）
- 高島嘉右衛門列伝６～横濱之龍神～亢龍編（2023年11月4日　関内ホール4・小ホール）
- 高嶋嘉右衛門列伝７～総集編上巻（2024年5月25日横浜市南区公会堂みなみん）
- 龍ノ翼１　北陸文化ノ百花繚乱（2023年9月10日　能登演劇堂）
- 龍ノ翼２　一人語りバージョン（2024年3月3日　中目黒トライ　ディナーシアター）
- 『2024年　宇宙の旅』YouTubeトークライブスペシャルゲスト/高野誠鮮氏(2024年9月7日　横浜市開港記念会館・講堂）

### YouTube
Sakakibachanne（サカキバチャンネル）2024年10月17日より配信スタート
- 第一回目　『2024年　宇宙の旅PART1』2024年10月17日スタート
- 第二回目　『2024年　宇宙の旅PART２』2024年10月23日スタート

#### 客演
- ニッポン・ジャンパーズ（2008年4月23日 - 27日、両国シアターΧ）脚本・演出：高瀬一樹
- 『美しの水』AND ENDLESS　脚本・演出/西田大輔
- 『ぬばたまの淵』〜われても末に遭わんとぞ想う〜
- 『生きてゐる小平次」金子こうじろう演出
- 『春琴抄」金子こうじろう演出
- 『北陸文化ノ百花繚乱　北前船三都ものがたり　龍ノ翼VOL.1』(2023年9月10日　能登演劇堂出演・総合演出/榊原利彦　脚本/榊原玉記

### ゲーム
- ØSTORY（2000年4月27日、エニックス） - 霜月春秋

ラジオ
- 『サカキバLIFE』マリンFM2021年8月20日より、第1・3・5金曜日 12:00-13:00 メインパーソナリティ